# Neoplocaederus spinicornis
Neoplocaederus spinicornis är en skalbaggsart som först beskrevs av Fabricius 1781.  Neoplocaederus spinicornis ingår i släktet Neoplocaederus och familjen långhorningar.
Artens utbredningsområde är Senegal. Inga underarter finns listade i Catalogue of Life.